# Ли Гванок
Ли Гванок, другие варианты — Ли Гван Ок, Ли Гва Нок (16 марта 1914 года, Никольск-Уссурийск, Приморская область, Российская империя — дата смерти неизвестна) — колхозник колхоза «Полярная звезда» Средне-Чирчикского района Ташкентской области, Узбекская ССР. Герой Социалистического Труда (1950).

## Биография
В 1927 году получил начальное образование, окончив 5 классов начальной школы. С 1929 года — рабочий-рыболов совхоза при воинской части Дальневосточного военного округа.
В 1937 году депортирован на спецпоселение в Актюбинскую область, Казахская ССР. Трудился рядовым колхозником в колхозе имени Сталина Карабутинского района (1937—1938). С 1939 года проживал в Средне-Чирчикском районе Ташкентской области, где трудился рядовым колхозником в колхозе «Полярная звезда» Средне-Чирчикского района.
В 1949 году Ли Гванок трудился в составе рисоводческого звена, которое получило в среднем по 82,2 центнеров риса с каждого гектара на участке площадью 5 гектаров. Указом Президиума Верховного Совета СССР от 13 июня 1950 года «за получение высоких урожаев риса, хлопка и зеленцового стебля кенафа на поливных землях при выполнении колхозом обязательных поставок и контрактации по всем видам сельскохозяйственной продукции, натуроплаты за работу МТС в 1949 году и обеспеченности семенами всех культур в размере полной потребности для весеннего сева 1950 года» удостоен звания Героя Социалистического Труда с вручением ордена Ленина и золотой медали «Серп и Молот».
Этим же указом звания Героя Социалистического Труда были удостоены четыре труженика колхоза «Полярная звезда»: Ким Пендю, Пак Бон Чун, Ли Сынбон и Хэ Рим.
Трудился в колхозе до выхода на пенсию в 1974 году. Персональный пенсионер союзного значения.
Дата смерти не установлена. Похоронен на кладбище бывшего колхоза имени Ким Пен Хва Средне-Чирчикского района.
Награды
- Герой Социалистического Труда
- Орден Ленина
- Медаль «За доблестный труд в Великой Отечественной войне 1941—1945 гг.»